# Ptolemeu II Filadelfo
Ptolomeu II Filadelfo (309 a.C. — 246 a.C.) foi o rei (faraó) do Egito de 281 a.C. até a sua morte em 246 a.C. Era de constituição física delicada. E. J. Bickermann data a sua morte em 29 de janeiro de 246 a.C.

## Família
Ptolomeu II Filadelfo era filho de Ptolomeu I Sóter e Berenice I. Seu pai era filho de Arsinoé da Macedónia, e talvez de um nobre macedônio chamado Lago, ou do rei Filipe II da Macedônia. A família de Berenice, assim como a de Ptolemeu I Sóter, era de Eordaea. Seus avôs maternos eram Magas e Antígona, e, antes de ir para o Egito, Berenice fora casada com um nobre macedônio de nome Filipe, de quem teve pelo menos dois filhos, Magas (futuro Magas de Cirene) e Antígona.
Ptolomeu I Sóter era casado com Eurídice, filha de Antípatro, que havia levado Berenice, sua prima, como dama de companhia para o Egito na ocasião de seu casamento. Ptolomeu I Sóter tomou Berenice como concubina provavelmente ao mesmo tempo em que se casou com Eurídice, em 221 a.C, mas só foi se casar com ela em 217 a.C, quando ela estava gravida de Arsínoe II. Ptolomeu I e Berenice tiveram três filhos, Ptolomeu II Filadelfo, Arsínoe II e Filotera, preferindo estes para a sucessão aos filhos de Eurídice.
Ptolomeu II Filadelfo casou-se com duas mulheres de nome "Arsínoe": Arsínoe I, a filha de Lisímaco e sua própria irmã, Arsínoe II, em violação aos costumes macedônios, mas de acordo com os costumes egípcios.
Com sua irmã Arsínoe II, ele não teve filhos; seus filhos,  Ptolomeu III Evérgeta, que foi incluindo seu sucessor, Lisímaco e Berenice  eram filhos de Arsínoe I.
Ptolomeu nem sempre foi o herdeiro do trono ptolomaico: sendo o filho caçula do faraó, estaria no último degrau da linha de sucessão, enquanto o primeiro seria ocupado por seu meio-irmão Ptolomeu Cerauno. Ptolomeu Cerauno, filho de Ptolemeu I Sóter e Eurídice, filha de Antípatro, após ser rejeitado como sucessor de Ptolomeu I, acabou se tornando rei da Macedônia em 281 a.C.,[carece de fontes?] perecendo na invasão gaulesa de 280–279 a.C. Seu outro meio-irmão Meleagro (ou, segundo outros autores, seu tio) sucedeu Cerauno no trono da Macedônia por um curto período.

## Reinado
Iniciou seu reinado como co-regente de seu pai Ptolomeu I Sóter de 288 a 285 a.C.
Ptolomeu II mantinha uma corte esplêndida em Alexandria. Apesar de Ptolomeu não ser um rei dado à guerra, o Egito não se manteve longe destas. Magas de Cirene iniciou uma guerra contra seu meio-irmão (274 a.C.), e o rei selêucida Antíoco I Sóter desejando a Celessíria e a Judeia, também atacou o Egito logo em seguida. Dois ou três anos de guerra deixaram o Egito com o poder naval dominante do Mediterrâneo Oriental; a esfera ptolomaica de poder se estendia das Cíclades à Samotrácia e os portos e cidades costeiras da Cilícia Trachea, Panfília, Lícia e Cária estavam em sua maioria em mãos ptolomaicas.
Com o objetivo de aliviar a ameaça colocada à predominância egípcia no mar Egeu, Ptolomeu incentivou a constituição da aliança militar que estabelecida entre cidades-estado gregas contra o domínio macedônio, na qual se destacavam Atenas e Esparta, nomeadamente fornecendo cereais a Atenas. Quando subiu ao poder em Atenas, o estoico Cremónidas declarou guerra (a chamada guerra cremonidiana) à Macedônia em 267 a.C. ou possivelmente logo no outono do ano anterior. A guerra acabou com a vitória de Antígono II Gônatas, rei da Macedônia, que depois de derrotar o rei espartano Areu I em Corinto em 265 a.C., cercou Atenas, que acabou por se render devido à fome enquanto esperava por auxílio de Ptolomeu. A expedição egípcia de auxílio aos atenienses partiu quando a cidade já tinha caído e foi derrotada na batalha naval de Cós, travada ao largo daquela ilha do Egeu oriental em data incerta entre 262 e 256 a.C., possivelmente em 261 ou 258 a.C..
Essa vitória de Antígono II Gônatas não interrompeu seu domínio egípcio no Egeu. Na segunda das Guerras Sírias (260–253 a.C.), contra o Império Selêucida, que tinha como rei Antíoco II Téo (depois de 260 a.C.), Ptolomeu II aceitou perdas no litoral da Ásia Menor e concordou com a paz selada com o casamento de Antíoco II com sua filha Berenice (cerca de 250 a.C.).
A primeira esposa de Ptolomeu II, Arsínoe I, filha de Lisímaco, e mãe de seus filhos legítimos, acabou sendo trocada, provavelmente por razões políticas, pela própria irmã de Ptolomeu II, Arsínoe II, que era viúva de Lisímaco, um costume egípcio abominável à moralidade grega. Arsínoe I foi exilada em Copto, e Ptolomeu e Arsinoe II passaram a reinar juntos a partir de então.
O esplendor material e literário da corte alexandrina chegou ao ápice sob Ptolomeu II. Ele divinizou seus pais e sua esposa-irmã, e após sua morte em 270 a.C., receberam os títulos de Filadelfos. O sobrenome foi usado pelas gerações posteriores para distinguir Ptolomeu II, mas ele pertencia apenas a Arsínoe II, não ao rei.
Flavio Josefo cita esse rei como Tolomeu Filadelfo. Descreve também as suas generosidade de como libertou 120 mil judeus escravizados pelo seu pai, Ptolemeu I Sóter, e também da sua sede de conhecimento, que o levou a construir a grande biblioteca de Alexandria. Mandou fazer cópias originais e traduzidas das Leis santas dos Judeus. Contribuiu com muitas peças para o templo de Jerusalém e admirou-se pelas leis que os Judeus tinham, fazendo indagações sobre como foram criadas.

### Biblioteca de Alexandria
Ptolemeu II, um grande admirador da literatura, encarregou Demétrio de Faleros e outros homens a recolher livros por todo o mundo e guardá-los em duas bibliotecas em Alexandria. A biblioteca externa teve 42 800 volumes, a biblioteca interna tinha 400 000 volumes misturados, e 90 000 volumes não misturados, Calímaco completou um catálogo destes livros. Ptolomeu tinha por desejo reunir todas as obras do mundo em sua biblioteca. Tamanha foi sua sede por esse desejo que mandou vir 72 homens sábios e hábeis de Jerusalém para confeccionar réplicas dos manuscritos Judaicos traduzidos para o grego. O sacerdote Eliseu, o mais idoso dos intérpretes, foi o responsável pelos 72 homens. É muito provável ter sido Ptolomeu II o faraó que encomendou ao sacerdote Manetão a redação da obra Aegyptiaca que proporcionava a lista mais completa das sucessivas dinastias egípcias.

## Titulatura
| nswt&bity |

| nswt&bity |

|                   |    |     |     |          |
| \| \| \| \| \| \| |    |     |     |          |
|                   |    |     |     |          |
| C12               | C1 | N36 | F12 | D28 · Z1 |

| C12 | C1 | N36 | F12 | D28 · Z1 |

|                   |    |     |     |          |
| \| \| \| \| \| \| |    |     |     |          |
|                   |    |     |     |          |
| C12               | C1 | N36 | F12 | D28 · Z1 |

| C12 | C1 | N36 | F12 | D28 · Z1 |

|                   |    |     |     |          |
| \| \| \| \| \| \| |    |     |     |          |
|                   |    |     |     |          |
| C12               | C1 | N36 | F12 | D28 · Z1 |

| C12 | C1 | N36 | F12 | D28 · Z1 |

|                   |    |     |     |          |
| \| \| \| \| \| \| |    |     |     |          |
|                   |    |     |     |          |
| C12               | C1 | N36 | F12 | D28 · Z1 |

| C12 | C1 | N36 | F12 | D28 · Z1 |

| G39 | N5 | \| \| |
|     |    |       |

|  |

| G39 | N5 | \| \| |
|     |    |       |

|  |

|                      |    |            |     |     |     |
| \| \| \| \| \| \| \| |    |            |     |     |     |
|                      |    |            |     |     |     |
| Q3 · X1              | V4 | E23 · Aa15 | M17 | M17 | S29 |

| Q3 · X1 | V4 | E23 · Aa15 | M17 | M17 | S29 |

|                      |    |            |     |     |     |
| \| \| \| \| \| \| \| |    |            |     |     |     |
|                      |    |            |     |     |     |
| Q3 · X1              | V4 | E23 · Aa15 | M17 | M17 | S29 |

| Q3 · X1 | V4 | E23 · Aa15 | M17 | M17 | S29 |

|                      |    |            |     |     |     |
| \| \| \| \| \| \| \| |    |            |     |     |     |
|                      |    |            |     |     |     |
| Q3 · X1              | V4 | E23 · Aa15 | M17 | M17 | S29 |

| Q3 · X1 | V4 | E23 · Aa15 | M17 | M17 | S29 |

|                      |    |            |     |     |     |
| \| \| \| \| \| \| \| |    |            |     |     |     |
|                      |    |            |     |     |     |
| Q3 · X1              | V4 | E23 · Aa15 | M17 | M17 | S29 |

| Q3 · X1 | V4 | E23 · Aa15 | M17 | M17 | S29 |